# Юніон-Бей 4
Юніон-Бей 4 (англ. Union Bay 4) — індіанська резервація в Канаді, у провінції Британська Колумбія, у межах регіонального округу Кепітел.

## Населення
За даними перепису 2016 року, індіанська резервація нараховувала 94 особи, показавши скорочення на 19,0%, порівняно з 2011-м роком. Середня густина населення становила 324,8 осіб/км².
З офіційних мов обидвома одночасно не володів жоден з жителів, тільки англійською — 95. Усього 30 осіб вважали рідною мовою не одну з офіційних, з них усі — одну з корінних мов.
Працездатне населення становило 64,3% усього населення, рівень безробіття — 33,3%.

## Клімат
Середня річна температура становить 10,1°C, середня максимальна – 20,3°C, а середня мінімальна – -1°C. Середня річна кількість опадів – 884 мм.
| Клімат поселення                              | Клімат поселення | Клімат поселення | Клімат поселення | Клімат поселення | Клімат поселення | Клімат поселення | Клімат поселення | Клімат поселення | Клімат поселення | Клімат поселення | Клімат поселення | Клімат поселення | Клімат поселення |
| Показник                                      | Січ.             | Лют.             | Бер.             | Квіт.            | Трав.            | Черв.            | Лип.             | Серп.            | Вер.             | Жовт.            | Лист.            | Груд.            |                  |
| Середній максимум, °C                         | 8,85             | 9,94             | 11,55            | 13,83            | 16,91            | 19,60            | 20,08            | 20,34            | 17,62            | 13,33            | 9,54             | 7,34             |                  |
| Середня температура, °C                       | 3,95             | 5,03             | 6,64             | 8,92             | 11,99            | 14,70            | 17,02            | 17,26            | 14,57            | 10,27            | 6,50             | 4,28             |                  |
| Середній мінімум, °C                          | −0,95            | 0,11             | 1,73             | 4,02             | 7,08             | 9,79             | 13,96            | 14,22            | 11,50            | 7,20             | 3,45             | 1,23             |                  |
| Норма опадів, мм                              | 141              | 101              | 78               | 48               | 37               | 32               | 19               | 24               | 30               | 78               | 148              | 148              |                  |
| Середньомісячна швидкість вітру, м/с          | 3.55             | 3.39             | 3.49             | 3.41             | 3.36             | 3.39             | 3.22             | 2.92             | 2.60             | 2.82             | 3.52             | 3.62             |                  |
| Середньомісячна сонячна радіація, кДж/м²·день | 3219             | 6084             | 9948             | 14880            | 18569            | 20028            | 21255            | 18179            | 13279            | 7085             | 3641             | 2577             |                  |
| --------------------------------------------- | ---------------- | ---------------- | ---------------- | ---------------- | ---------------- | ---------------- | ---------------- | ---------------- | ---------------- | ---------------- | ---------------- | ---------------- | ---------------- |
| Джерело:                                      |                  |                  |                  |                  |                  |                  |                  |                  |                  |                  |                  |                  |                  |